# 龙乐豪
龙乐豪（1937年7月4日—），湖北武汉人，战略导弹与运载火箭技术专家，中国工程院院士，长征三号甲系列火箭总设计师兼总指挥，现任中国运载火箭技术研究院长征系列运载火箭总设计师、中国探月工程副总设计师。

## 个人经历

### 早年经历和教育背景
1937年7月出生于湖北省汉阳县东土乡薛山村龙家老台（今武汉市蔡甸区侏儒山街道薛山村）的一个农民家庭，家中有兄弟四个，其为老三。父亲分别以“英雄豪杰”为“乐”字辈的兄弟4人取名。其童年时期读过半年私塾，后因家贫辍学在家放牛。1949年进入薛山村前进小学读书，1952年起先后就读于汉阳一中和新民中学，期间加入中国共青团，1955年考入武昌中南实验工农速成中学。1958年加入中国共产党，同年获保送进上海交通大学⾃动控制⼯程系，攻习⾃动学与远动学专业。1963年，从上海交通大学毕业。 

### 职业生涯[10]
大学毕业后分配至国防部第五研究院一分院，从此投身火箭研制事业。1964年，被授衔为中尉正排级军官。

#### 长征三号系列火箭研制
- 长征三号运载火箭：20世纪80 年代，担任长征三号运载火箭总体主任设计师。1984年4月8日，长征三号成功发射中国第一颗同步轨道通信卫星 “东方红二号”。
- 长征三号甲系列火箭：在长征三号基础上，龙乐豪提出以长征三号甲为基础，通过捆绑不同数量助推器形成长征三号乙、长征三号丙的系列化方案，使火箭性能提升。并首创 “一品多试、一试多效” 的研制路线，用 1 枚火箭完成原本需 4 枚火箭的试验任务，大幅提高效率。1994年2月8日，长征三号甲首飞成功，该系列火箭后来成为中国主力运载火箭之一，承担了嫦娥探月、北斗导航等工程的发射任务。
- 长征三号乙运载火箭：1996年2月15日，长征三号乙首次发射失败，火箭起飞后 22 秒坠毁。龙乐豪带领团队历经551天排查，查明故障源于一个1立方厘米电子元器件的焊接缺陷。1997年8月20日，长征三号乙第二次发射成功，将菲律宾“马部海通信卫星” 送入轨道。此后，该型号火箭进入国际航天发射市场，其发射阿尔及利亚卫星的成果曾登上美国《时代周刊》封面。

#### 航天战略规划与后期工作
- 长远规划与战略研究：2001年当选中国工程院院士，参与长征五号、六号、七号、八号等火箭的规划，倡议建设海南文昌航天发射场并参与前期论证与建设。
- 探月与深空探测：2006年起任中国工程院咨询委员、国家首次月球探测工程副总设计师，主持载人登月火箭及深空探测发展战略研究，曾三次就载人登月与深空探测专题向中共中央上书建言。后参与天问一号火星探测工程顶层设计，该任务于2020年成功发射。2022年获嫦娥五号探月工程奖章。
- 重型火箭与空间技术：倡导研制重型运载火箭长征九号，参与论证空间太阳能电站项目。

### 教育工作
龙乐豪常到高校、中学及科研机构作报告，分享航天知识与经验。兼任华中科技大学双聘院士，上海交通大学、北京航空航天大学、西安交通大学、浙江工业大学兼职教授，中国空间法学会常务理事，中国宇航学会、北京宇航学会理事，商丘工学院名誉校长。